# Ogema (Minnesota)
Ogema – miasto w Stanach Zjednoczonych, w stanie Minnesota, w hrabstwie Becker.